# داني دا سيلفا
داني دا سيلفا هو لاعب كرة قدم سويسري، ولد في 2 مارس 1993 في سويسرا. لعب مع نادي سيون.

## وصلات خارجية
- داني دا سيلفا على موقع قاعدة بيانات كرة القدم.إي يو (الإنجليزية)
- داني دا سيلفا على موقع Soccerway.com (الإنجليزية)